# Constantijn III van Brittannië
Constantijn III was volgens de legende, zoals beschreven door Geoffrey van Monmouth, koning van Brittannië.
Hij was een neef van Koning Arthur en was een van de weinige overlevenden van de Slag bij Camlann. Hij kwam op de troon nadat Arthur naar Avalon was gebracht.